# Davey Boy Smith
David Smith, detto Davey Boy Smith (Golborne, 27 novembre 1962 – Invermere, 18 maggio 2002), è stato un wrestler inglese.
È noto per aver lottato per diversi anni nella federazione statunitense World Wrestling Federation e nella giapponese All Japan Pro Wrestling dapprima con il suo vero nome in coppia con suo cugino Dynamite Kid nel tag team noto come "The British Bulldogs" e in seguito come wrestler singolo con il nome The British Bulldog.
La parola "Boy" che appare nel suo nome è dovuta a un errore in fase di compilazione del suo certificato di nascita: uno dei suoi genitori confuse il campo "middle name" ("secondo nome") con "gender" ("sesso") e vi inserì "Boy".
Smith iniziò i suoi allenamenti come wrestler guidato da Ted Betley a Winwick, in Inghilterra, prima di spostarsi a Calgary, Alberta per allenarsi sotto la guida di Stu Hart nella Stampede Wrestling. Durante i suoi allenamenti con Hart, Smith conobbe Diana, la figlia più giovane di Stu e di sua moglie Helen; Diana divenne sua moglie nel 1984. Dal loro matrimonio, che terminò con il divorzio nel 2000, nacquero Harry (1985) e Georgia (1987).

## Carriera
Davey Boy Smith iniziò a lottare già a 16 anni in un programma della Independent Television (ITV) con il nome di Young David, assieme al cugino. Notato dagli scout di Bruce Hart, si trasferì in Canada assieme a Billington per allenarsi nella palestra della famiglia Hart, guidato dallo stesso Hart e da Roy Wood. Smith divenne uno dei wrestler di punta della federazione degli Hart, la Stampede Wrestling. Durante la sua permanenza nella SW, Smith ebbe un feud con Dynamite Kid ed il 9 luglio 1982 vinse il suo primo titolo, lo Stampede British Commonwealth Mid-Heavyweight title, sconfiggendo proprio suo cugino.
Nel 1983 Smith debuttò nella New Japan Pro-Wrestling partecipando ad un feud che vedeva coinvolti Billington e The Cobra (George Takano) culminato in un match il 7 febbraio 1984 per l'NWA Jr. Heavyweight Championship. Al termine del feud, Smith e Billington iniziarono a lottare in coppia sia nella New Japan che nella Stampede Wrestling con il nome British Bulldogs. Nel 1984 i Bulldogs fecero una mossa che lasciò senza parole il mondo del puroresu: i due abbandonarono la NJPW per passare alla sua più accesa rivale, la All Japan Pro Wrestling; il loro approdo coincise con l'inizio dell'annuale Tag Team tournament della federazione. I Bulldogs impressionarono tutti per le loro capacità sul ring ed attirarono su di loro l'interesse della World Wrestling Federation.

### World Wrestling Federation (1985–1988)
I Bulldogs, assieme al cognato di Smith Bret Hart e a Jim Neidhart furono trasferiti dalla SW alla WWF in concomitanza con l'acquisto da parte di Vince McMahon della federazione canadese; dapprima al duo fu concesso di lottare anche per la AJPW, ma ben presto McMahon riuscì a fare suo il duo con un contratto di esclusiva.
Nella WWF i Bulldogs iniziarono un lungo feud con Bret Hart e Jim Neidhart, conosciuti come la Hart Foundation. Ebbero anche un feud con i Dream Team (Greg Valentine e Brutus Beefcake). A WrestleMania 2, accompagnati da Captain Lou Albano e Ozzy Osbourne, i Bulldogs sconfissero il Dream Team e conquistarono i WWF World Tag Team Championship. I Bulldogs difesero il titolo per circa nove mesi contro i Dream Team ed il duo formato da Nikolai Volkoff e The Iron Sheik. Nel gennaio 1987, furono costretti a perdere le cinture contro la Hart Foundation a causa di un grave infortunio alla schiena occorso a Dynamite Kid.
Al loro ritorno sul ring ai Bulldogs fu affidata una mascotte, un vero bulldog di nome Matilda. Lottarono in diversi feud: con gli Islanders (che secondo le storyline avevano rapito il cane), con i Demolition e con i Rougeau Brothers.
Poco tempo dopo, in seguito ad una vera rissa nel backstage tra Billington e Jacques Rougeau, i Bulldogs decisero di lasciare la WWF. Nello scontro causato da uno scherzo di Curt Hennig (Mr. Perfect), Rougeau ruppe due denti a Billington con un tirapugni e la federazione lo obbligò a pagargli il conto del dentista.

### Ritorno alla Stampede ed alla All Japan (1989–1990)
I Bulldogs tornarono a lottare nella Stampede Wrestling e nella All Japan Pro Wrestling. Il management della Stampede sperò che con il ritorno dei Bulldogs la situazione di crisi della federazione potesse migliorare ma l'effetto sperato non fu raggiunto. Fu presa la decisione di non far lottare più i due insieme; ciò causò problemi con il proprietario della All Japan, Shohei Baba, il quale continuò a proporre i wrestler nei propri show come un tag team. Il 4 luglio del 1989 Smith, assieme ai wrestler Chris Benoit, Ross Hart e Jason the Terrible (Karl Moffatt), furono vittime di un serio incidente automobilistico. Smith, che non indossava la cintura di sicurezza nell'occasione, ruppe il parabrezza con la testa e ricevette cento punti di sutura. Smith riprese in seguito a lottare assieme a Billington nei British Bulldogs per la All Japan, scontrandosi con altri tag team come Joe e Dean Malenko, Kenta Kobashi e Tsuyoshi Kikuchi e Nasty Boys.
Il rapporto tra Smith e Billington iniziò tuttavia a deteriorarsi e Smith lasciò la All Japan per tornare nella WWF.Smith dichiarerà anni dopo in un'intervista che Mc Mahon volò dagli States per farlo tornare in WWF insieme al cugino e riformare il Tag Team dei British Bulldogs, ma Dynamite Kid, per i rapporti ormai logori con lo stesso Smith e per quanto accaduto l'anno precedente con i Rougeau, rifiutò e rimase in Giappone.

### Ritorno in WWF (1990–1992)
Il suo secondo periodo nella WWE vide Smith lottare con il nome "The British Bulldog". Nei due anni successivi, Smith fu considerato un mid carder, intraprendendo feud con The Warlord e Mr. Perfect. Con il lord di guerra disputò diversi match, il primo a WrestleMania VII dove entrambi i lottatori si sfidavano a chi aveva la running powerslam più forte della federazione. Entrambi infatti usavano la stessa mossa finale sul ring. Vinse l'inglese che schienò Warlord proprio con la sua finisher. Affrontò poi Mr.Perfect per il titolo intercontinentale, ma vinse solo per squalifica dell'avversario. A SummerSlam riprese la faida con Warlord in un six tag team match: con Bulldog c'erano Texas Tornado e Ricky Steamboat, mentre con il lord della guerra Power and Glory, anch'essi con il suo stesso manager: Slick. Il match aprì la manifestazione, e furono i face a vincere con Ricky Steamboat che schienò Paul Roma. Si giunse poi alle Survivor Series nel classico match 4vs.4: con Smith c'erano suo cognato Bret Hart, campione intercontinentale, Rowdy Roddy Piper, e Virgil, contro Ric Flair, Ted DiBiase, The Mountie, e appunto Warlord(che nel frattempo aveva cambiato manager, passando da Slick ad Harvey Wippleman). L'inglese fu il primo ad essere eliminato, da Flair. L'epilogo finale nella faida con Warlord lo si ebbe pochi giorni dopo, a This Tuesday in Texas, dove l'inglese lo batté di nuovo, schienandolo con una manovra tecnica. Alla Royal Rumble fu il primo ad entrare, elimiando tre lottatori: Ted DiBiase, Jerry Sags e Haku, ma fu eliminato, come nelle Survivor Series, da Flair, che vinse la Rumble ed il titolo WWF, messo in palio per quell' edizione. A Wrestlemania VIII fu inspiegabilmente cancellato un match che avrebbe dovuto disputare con Berzerker.Smith raggiunse una discreta popolarità negli Stati Uniti ma divenne una vera e propria stella nel suo paese natale, dove le trasmissioni della WWF su Sky Network iniziavano a raccogliere un buon successo. Nell'estate del 1992 la WWF decise di tenere l'annuale pay-per-view SummerSlam nello stadio di Wembley a Londra. Il main event dello show vide Smith (accompagnato sul ring dal futuro campione indiscusso dei pesi massimi Lennox Lewis) sfidare Bret Hart in un match per l'Intercontinental Championship detenuto da Hart. Davanti ad 80.000 persone Smith vinse il titolo, disputando un match che molti wrestler ritengono il migliore della sua carriera. Poco tempo dopo, Smith perse il titolo in favore di Shawn Michaels e venne svincolato dalla WWF.
L'inglese venne allontanato per via dello scandalo steroidi che in quel periodo pervase la WWF, comportando la cacciata di molti atleti dai fisici culturistici, tra cui lo stesso Smith e Ultimate Warrior.

### World Championship Wrestling (1993)
Smith passò alla World Championship Wrestling nel 1993, utilizzando come nome Davey Boy Smith, poiché "British Bulldog" era un trademark della WWF. Affrontò feud contro Sid Vicious e Big Van Vader; sfidò quest'ultimo a Slamboree 1993 per il World Heavyweight Championship e diede vita ad un'alleanza di discreto successo con Sting. Nello stesso anno venne riportata la notizia che il wrestler ebbe un alterco con un uomo in un bar che stava facendo delle avances a sua moglie; a ciò seguì un procedimento legale. Ciò non piacque alla WCW che terminò il suo contratto con il wrestler. Stando a quanto dichiarato in seguito da suo figlio Harry, Smith avrebbe avuto una disputa circa i proventi del merchandising e ciò determinò il suo allontanamento.
Lavorò per qualche federazione indipendente in Gran Bretagna per poi tornare nella WWF.

### Secondo ritorno in WWF (1994–1997)

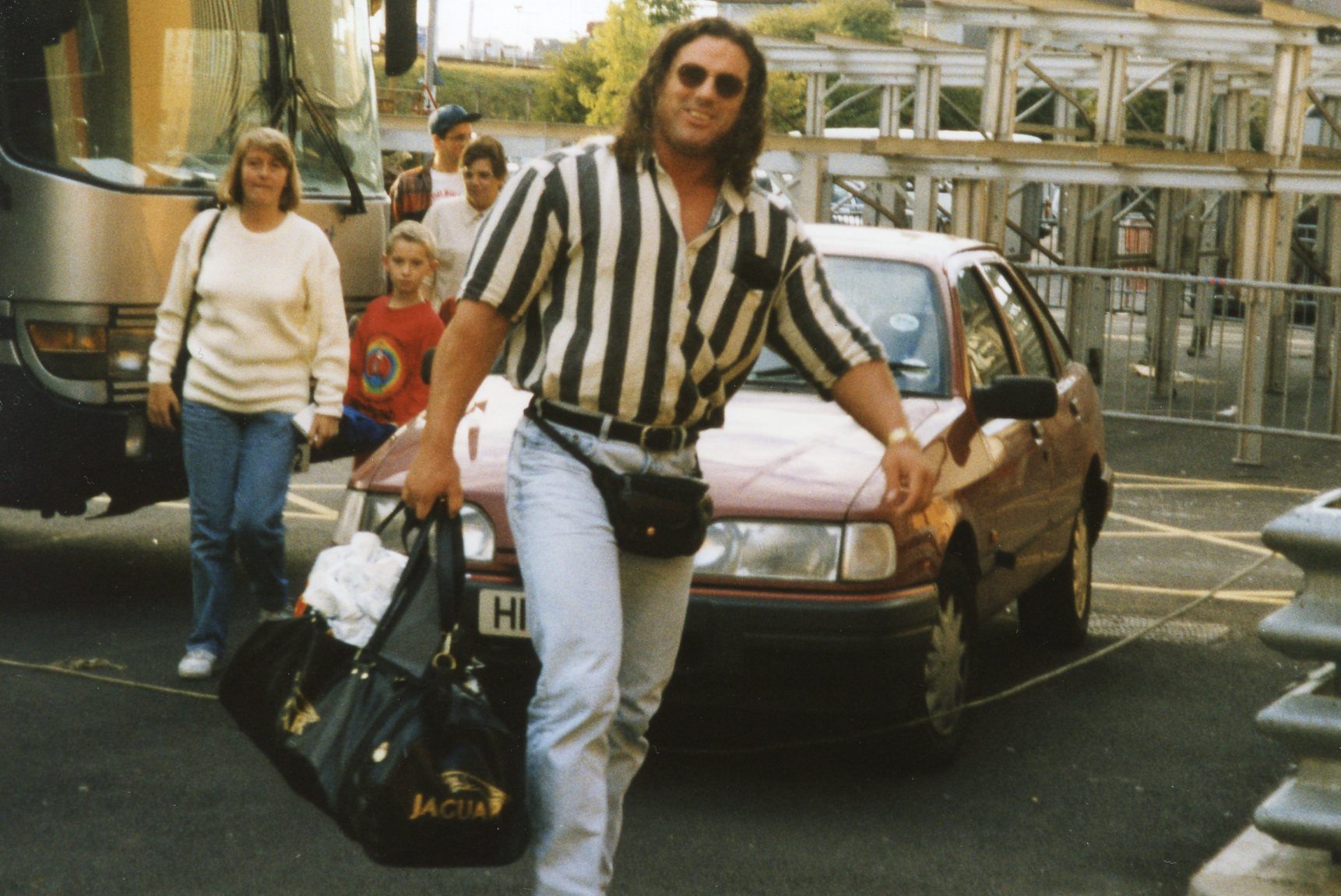
Smith nel 1994

Smith fece il suo ritorno nella WWF a SummerSlam 1994, venendo immediatamente coinvolto nel feud in corso tra Bret Hart e suo fratello Owen. Davey Boy prese le parti di Bret e lottò in coppia con lui contro Owen e Jim Neidhart in diversi match. Nella Royal Rumble 1995, Smith fu l'ultimo uomo ad essere eliminato, scaraventato oltre la terza corda da Shawn Michaels. In seguito, Smith iniziò a lottare in tag con Lex Luger negli "Allied Powers". Il team non raggiunse un grande successo e Luger ben presto tornò alla WCW.  Con la partenza di Luger, Smith passò heel dopo aver aggredito Diesel, in balia di un'aggressione da parte dei Men on a Mission, fingendo inizialmente di soccorrerlo. Entrò nella stable "Camp Cornette", guidata da Jim Cornette e della quale facevano già parte Owen Hart e Yokozuna. Avrebbe dovuto entrarci direttamente, sempre a Summerslam, in un match di coppia, con in palio le cinture, tradendo Lex Luger per passare dalla parte degli avversari, ossia i campioni Owen Hart e Yokozuna. L'incontro fu cancellato per dare spazio ad altri tag team che in quel periodo comparivano poco negli spettacoli televisivi, e Lex Luger era gia intenzionato a tornare in WCW dopo Summerslam. Smith quindi partecipò al main event di In Your House 4 contro l'allora WWF Heavyweight Champion Diesel. Due mesi dopo Smith partecipò ad un secondo main event, di nuovo nel corso di un pay-per-view "In Your House"; in questa occasione sfidò il nuovo WWF Champion Bret Hart, disputando nuovamente un ottimo match. Ma a differenza di Summerslam 1992, stavolta fu suo cognato a prevalere, mantenendo la cintura.
Nel 1996, con la conquista del World Championship da parte di Shawn Michaels, la WWF studiò un feud per mettere di fronte Michaels e Smith; secondo la kayfabe la moglie di Smith, Diana, accusò Michaels di averla picchiata, scatenando l'ira di Smith. I due si sfidarono ad "In Your House: Beware of Dog" in un match che terminò con un pareggio. Il rematch avvenne nel corso di King of the Ring 1996 e fu Michaels a vincere un incontro considerato molto godibile. A Summerslam del 1996 perse il match contro Sycho Sid, che sostituiva Ultimate Warrior. Era in programma difatti l'incontro proprio contro il guerriero, rientrato a Wrestlemania XII. Questi però lasciò dopo soli tre mesi per forti contrasti con la dirigenza.
In seguito Smith formò un tag team con suo cognato Owen Hart, conquistando velocemente il World Tag Team Championship dagli The Smoking Gunns. Il team difese le cinture contro altri team, come Doug Furnas e Phil Lafon, Vader e Mankind ed i The Legion of Doom. Nel 1997 la WWF creò l'European Championship e Smith fu il primo a conquistarlo sconfiggendo Owen nella finale di un torneo. Owen e Smith si allearono in seguito a Bret Hart, Jim Neidhart e Brian Pillman per dare vita alla Hart Foundation, una stable heel che ebbe un feud con Steve Austin ed altri wrestler statunitensi, creando una spaccatura tra fan canadesi, schierati accanto alla Hart Foundation, e fan statunitensi, aspreamente avversi alla stable. Smith ed Owen persero i World Tag Team Titles in favore di Austin e Michaels. In seguito al momentaneo abbandono della WWF da parte di Michaels, dovuto ad un alterco verificatosi nel backstage con Bret Hart, le cinture di coppia furono rese vacanti e venne organizzato un torneo per assegnarle. Owen e Smith arrivarono in finale ma persero contro Austin e Dude Love.
Smith iniziò un feud con Ken Shamrock per l'European Championship e perse la cintura contro Shawn Michaels nel corso del pay-per-view One Night Only, svoltosi in terra inglese. Nell'occasione fu deciso che l'incontro Smith - Michaels sarebbe stato il main event della card. Michaels convinse McMahon dell'opportunità di fargli vincere la cintura, poiché ciò avrebbe creato una base perfetta sia per il suo futuro match contro Bret Hart, sia per il rematch contro Smith al prossimo pay-per-view inglese. Smith accettò benché riluttante; i fans presenti all'evento, che tributarono un'ovazione a Smith, resero palese il loro disappunto seppellendo di "booh" Michaels fuori dall'arena e scagliando spazzatura sul ring. Questa fu l'unica occasione in cui Smith perse in una card della WWE nel Regno Unito.
In seguito allo screwjob di Montréal di Survivor Series 1997 Smith, assieme a Bret Hart e Jim Neidhart, lasciò la WWF per passare nuovamente alla WCW. Ma a Screwjob in corso, Bulldog si infortunò per separare Bret Hart dal tentativo di aggressione ai danni di Vince Mc Mahon, che aveva imbrogliato lo stesso lottatore canadese sul finale del suo ultimo incontro in WWF.

### Ritorno in WCW (1998)
Al suo arrivo nella federazione di Atlanta Smith ebbe immediatamente un feud con Steve McMichael, il quale si lamentava (kayfabe) dell'invasione dei wrestler provenienti da "Up North". Smith e Neidhart formarono in seguito un tag team, ma lottarono solo nel corso di Thunder, show secondario della federazione. Ebbero qualche match per il World Tag Team Championship ma non riuscirono mai a vincere la cintura.
Smith subì un infortunio al ginocchio nell'aprile del 1998 che lo costrinse a stare lontano dal ring per un mese. Subì un altro gravissimo infortunio il 13 settembre nel corso di Fall Brawl 1998: WarGames nel match disputato assieme a Neidhart contro i Dancing Fools, Disco Inferno ed Alex Wright: mentre subiva una mossa, Smith cadde malamente su una botola sistemata sul ring per permettere a The Warrior di fare un ingresso ad effetto; il risultato fu un'infezione della colonna vertebrale che lo ha portato ad un passo dalla paralisi. Smith fu costretto a restare in ospedale per sei mesi. Durante questo periodo, Smith ricevette tramite corriere espresso una lettera che lo informò che il contratto con la WCW fu dichiarato terminato.

### Terzo ritorno in WWF (1999–2000)
Smith tornò per la quarta volta nella WWF nel mese di settembre 1999, poco dopo la drammatica morte di Owen Hart sul ring. Bret Hart si infuriò per la decisione. In ottemperanza alla nuova politica dell'Attitude Era, Smith iniziò a lottare in jeans invece che con i soliti pantaloni con la Bandiera del Regno Unito e la sua musica di ingresso fu cambiata: non più Rule, Britannia!, ma un generico pezzo rock.
Il 7 settembre del 1999 Smith sconfisse Big Boss Man e conquistò l'Hardcore Championship. Nel corso della stessa serata rinunciò al titolo e lo regalò ad Al Snow. Smith iniziò a puntare al WWF Championship, tornando di nuovo heel ed iniziando un feud con The Rock. Smith prese parte ad un six men match ad Unforgiven 1999 per il WWF Championship, vinto da Triple H. Con la sconfitta subita da The Rock a No Mercy 1999 Smith fu nuovamente spinto in basso nella card.
Smith sconfisse D'Lo Brown per l'European Championship il 26 ottobre 1999. Perse il titolo contro Val Venis in un Triple Threat Match ad Armageddon 1999.
Il 6 maggio del 2000 a Londra, Smith sconfisse Crash Holly conquistando il WWF Hardcore Championship. In una delle ultime apparizioni televisive di Smith, Holly riconquistò il titolo nella puntata di SmckDown! dell'11 maggio.
Nei primi mesi del 2000 Diana Smith ottenne il divorzio; a Smith fu affidata la custodia comune dei figli. Nello stesso periodo, Smith entrò in una clinica di riabilitazione a spese di Vince McMahon per curare la sua dipendenza dagli analgesici, benché non fosse l'unica droga di cui facesse uso. Fu svincolato dalla WWF poco tempo dopo.

## Morte
Smith morì il 18 maggio del 2002, all'età di 39 anni, in seguito a un infarto del miocardio mentre era in vacanza nella British Columbia, con Andrea Redding, la sua ragazza nonché ex moglie di suo cognato Bruce Hart. Un'autopsia rivelò che il massiccio uso di steroidi può aver giocato un ruolo nella sua morte; il medico dell'autopsia riferì che "Davey ha pagato il prezzo dell'uso di steroidi e ormoni della crescita". Prima della sua morte, Smith si stava allenando con l'obiettivo di riprendere la sua carriera di wrestler; aveva già preso parte ad alcuni tag team match accanto a suo figlio Harry nel weekend precedente.
Davey Boy Smith è stato sepolto nel Cimitero Cattolico Romano di Tutti i Santi a Golborne.

## Personaggio

### Mosse finali
- British Slam (Running front powerslam)
- Sharpshooter

### Manager
- Diana Hart
- Lou Albano
- Jim Cornette[6]

### Soprannomi
- "Union Jack Power"
- "The British Bulldog"

## Titoli e riconoscimenti
- All Japan Pro Wrestling
  - 2 January Korakuen Hall Heavyweight Battle Royal Winner (1989)
  - World's Strongest Tag Determination League Fighting Spirit Award (1984, 1985) – con The Dynamite Kid
  - World's Strongest Tag Determination League Skills Award (1989) – con The Dynamite Kid
- Independent Wrestling Association
  - IWA Heavyweight Champion (1)
- Pro Wrestling Illustrated
  - 46º tra i 500 migliori wrestler singoli nella PWI 500 (1991)
  - 53º tra i 500 migliori wrestler nei "PWI Years" (2003)
  - 5º tra i 100 migliori tag team nei "PWI Years", con Dynamite Kid
  - 84º tra i 100 migliori tag team nei "PWI Years", con Owen Hart
  - Match of the Year (1992) - contro Bret Hart a SummerSlam per il WWF Intercontinental Championship
- Stampede Wrestling
  - NWA Stampede International Tag Team Championship (Calgary version) (2) – con Bruce Hart
  - Stampede Wrestling International Tag Team Championship (2) – con The Dynamite Kid
  - Stampede North American Heavyweight Championship (2)
  - Stampede British Commonwealth Mid-Heavyweight Championship (1)
  - Stampede World Mid-Heavyweight Championship (1)
  - Stampede Wrestling Hall of Fame (classe del 1995)
- World Wrestling Federation/Entertainment
  - WWF European Championship (2)
  - WWF Hardcore Championship (2)
  - WWF Tag Team Championship (2) – con Dynamite Kid (1) e Owen Hart (1)
  - WWF Intercontinental Championship (1)
  - WWE Hall of Fame (classe del 2020)
  - Battle Royal at the Albert Hall (1991)
  - WWF European Championship tournament (1997)
  - WWF World Tag Team Championship Tournament (1997) – con Owen Hart
- World Wide Wrestling Alliance
  - WWWA Intercontinental Champion (1)
- Wrestling Observer Newsletter
  - Best Wrestling Maneuver (1984) - Power clean dropkick
  - Feud of the Year (1997) - con la Hart Foundation vs. "Stone Cold" Steve Austin
  - Most Unimproved (1991)
  - Tag Team of the Year (1985) - con The Dynamite Kid